# Lipotriches semihirta
Lipotriches semihirta är en biart som först beskrevs av Cockerell 1932.  Lipotriches semihirta ingår i släktet Lipotriches och familjen vägbin. Inga underarter finns listade i Catalogue of Life.